# Bzučivka obecná
Bzučivka obecná (Calliphora vicina) je druh hmyzu rodu bzučivka (Calliphora) z čeledi bzučivkovití.

## Vzhled
Bzučivka obecná je namodralá a poměrně velká moucha. Dosahuje délky okolo jednoho centimetru. Na zadečku má tmavé skvrny. Hlava je černá a povrch kovově lesklý. Bzučivka obecná je, stejně jako všechny druhy bzučivek, charakteristická hlasitým bzučením.

## Výskyt
Bzučivka obecná je velmi hojná. Vyskytuje se hlavně u lidských obydlí, a to především od března do listopadu.

## Další
Bzučivka obecná neklade vajíčka pouze na syrové, ale také na vařené maso.[zdroj⁠?!] V přírodě klade vajíčka do mrtvých živočichů. Je považována za škůdce a může přenášet široké spektrum původců infekčních nákaz. Také může škodit jako parazit a to kladením vajíček do ran nebo rozmokvalé kůže. Tato invaze se nazývá myiáze, což je širší termín pro invazi larev dvoukřídlého hmyzu do živého organizmu. Myiáze je rozlišována na myiózu kožní, rannou, oční, nosohltanovou, ušní, jiných lokalizací a nervového systému. Mouchy schopné tato onemocnění vyvolat jsou právě někteří zástupci čeledi bzučivkovitých, dále pak masařkovitých, střečkovitých (střečci žaludeční, podkožní i nosní) a Cuterebridae. 

## Forenzní entomologie

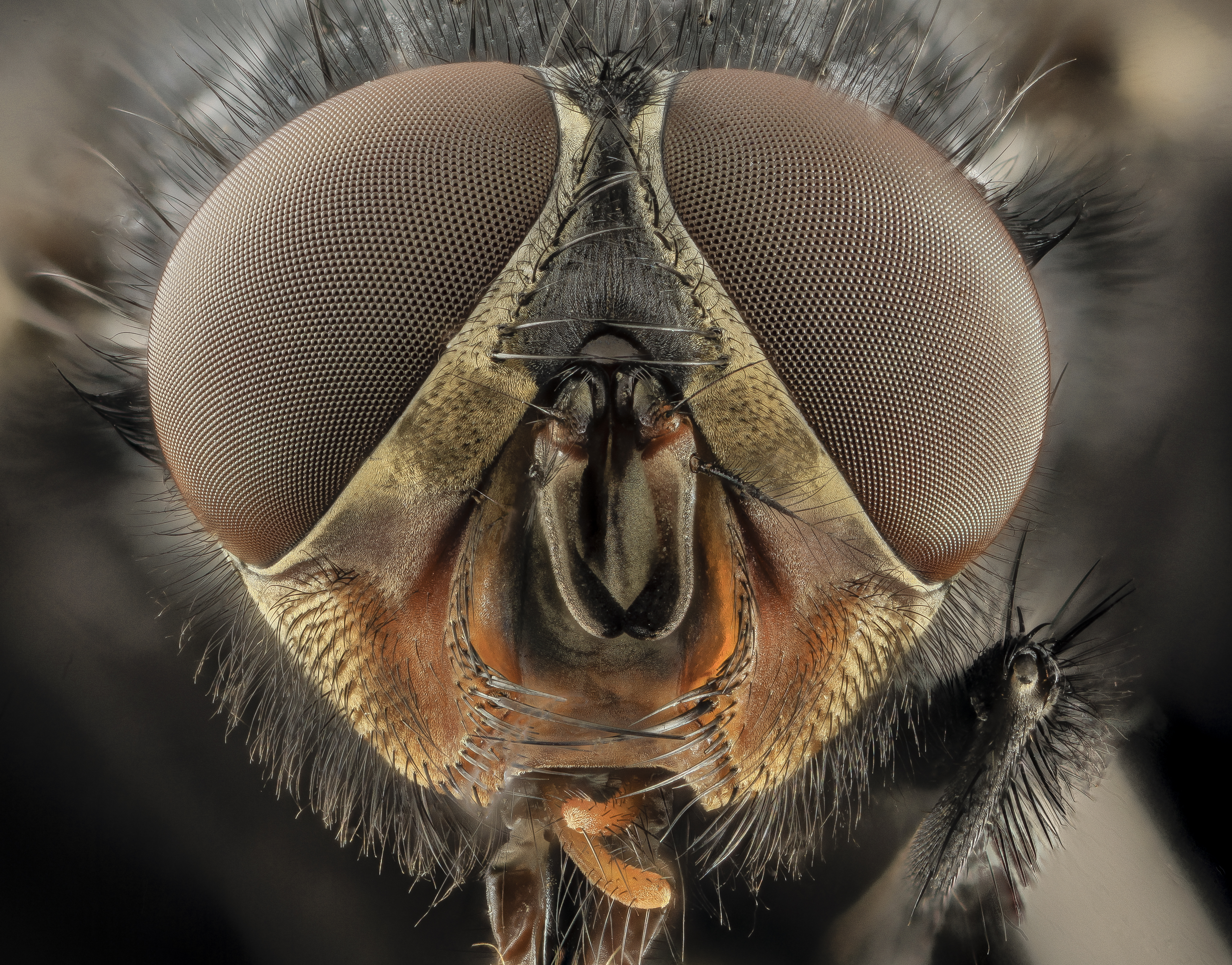
Hlava Bzučivky obecné

Vývoj larev byl podrobně zkoumán z hlediska forenzní medicíny jako indikátor přibližné doby úmrtí v kriminálních případech, a to z toho důvodu, že kolonizace kadáveru vykazuje největší stálost/předpověditelnost. Při průměrné teplotě 27 °C dává pět generací do roka. Samička klade až 300 vajíček na čerstvou mrtvolu nebo do otevřených ran. Larvy procházejí třemi vývojovými stadii. První stadium končí kolem 24 hodin po nakladení. Druhé stadium trvá kolem 20 hodin a třetí stadium pak 48 hodin. Po ukončení vývoje se larvy rozlézají, aby si našly vhodné místo k zakuklení. Stadium kukly trvá kolem 11 dní. Životní cyklus bzučivky obecné trvá okolo 18 dní při teplotě 27 °C. Je známo, že klimatické faktory, například teplota, ovlivňuje kladení vajíček a vývoj larev. Při teplejším počasí je životní cyklus o něco rychlejší, při chladnějším je vývoj larev o něco pomalejší.